# 永田晋治
永田 晋治（ながた しんじ）は東京大学教授。新領域創成科学研究科先端生命科学専攻所属。英語の論文ではShinji Nagataと表記されている。
分野は生物有機化学、昆虫科学。

## 概要

### 学生時代
東京大学農学部農芸化学科の院生時代、永田は生物有機化学研究室（鈴木昭憲教授、長澤寛道教授）に在籍した。分子生命工学研究室（依田幸司教授）にも出入りした。研究対象は昆虫の脱皮変態を促す前胸腺刺激ホルモン（PTTH）であった。PTTHは、その同定に関して、複数の研究者が学士院賞や文化功労者を受賞し、講書始でも取り上げられた、由緒あるホルモンである。 PTTHの糖鎖構造を決定し、1998年3月に博士号を取得した。この成果は16年後の2014年に論文発表された。論文では、糖鎖修飾がPTTHの活性をわずかに上げることが主張された。

### 博士研究員時代
博士号取得直後の1999年頃に、永田が後にGHITMと呼ばれる新規の膜タンパク質をPTTHの受容体として同定したということになった。これは事実であれば発生を調節する新しいシグナル伝達系の発見を示唆するものであり、PTTHの一次構造の決定者である片岡宏誌が受理していた約3億円の重点領域研究費の報告書における主要成果となった。永田はこの成果をもって直後に米国に留学した。帰国後は片岡宏誌が主催する新領域創成科学研究科の分子認識化学研究室に博士研究員として参加した。2001年には日本農芸化学会や内藤カンファレンスにおいてGHITMをPTTHの受容体として学会発表した。内藤カンファレンスでは表彰され、永田は賞金を受領した。また、GHITMをPTTHの受容体としたことに関して、1999年8月から約4億円の大型研究費が片岡宏誌に交付された。つまりGHITMについては合計約7億円の研究費がついたことになる。この巨額の研究費は1999年4月に分子認識化学研究室の助教授に着任したばかりの東原和成の嗅覚研究の立ち上げにも大きく貢献した。また、学会での情報が関西に流れたことにより、竹市雅俊などに指導を受け、日本の生命系研究者の数名にしか与えられない学振SPDを取得していた京都大学のポスドクを分子認識化学研究室が受け入れることにもつながった。なお、現在ではPTTHの受容体はNüsslein-Volhardが1989年にクローニングを報告したTorsoとされており、GHITMは細胞外膜ではなくミトコンドリア内膜に局在するタンパク質であることがわかっている。

### 助教時代
永田は2002年に長澤寛道が主催する東京大学農学部生物有機化学研究室の助教に就任した。長澤寛道は東京大学の授業において永田が同定したとしたPTTHの受容体を紹介していた。助教就任後はそれまでのPTTHの研究から離れ、昆虫の摂食行動や甲殻類のホルモンに関する研究を行った。すなわち、永田は2年程度でGHITMの研究を終えた。一方、新領域の分子認識化学研究室では永田から始まったGHITMの研究がその後も巨額研究費のサポートによって15年以上続き、多くのポスドクや学生が関わった。このことは研究室の外の関連する人々にも影響を及ぼした。前述の学振SPDは、別の合成酵素については論文を出したが、GHITMとPTTHの関係については成果を論文報告しなかった。
永田は2006年に初めての筆頭著者の原著論文としてGHITMの論文を日本農芸化学会の英文誌に出版した。この論文ではPTTHには相同分子がないと書かれているが、実際にはTrunkという分子と一次構造、SS構造、及びプロセシングに相同性があり、前述のTorsoはその知見からPTTHの受容体であることが見いだされたものである。片岡宏誌や郷通子はPTTHのSS構造について1994年頃に論文を出していた。
永田が参加した後の生物有機化学研究室においては、永田がGHITMを取得した手法を用いて甲殻類ホルモン受容体の同定が試みられた。最終的に片岡宏誌が2008年に論文発表したカイコのGPCRのリソースを利用することで永田たちはカイコのイオン輸送ペプチド受容体の同定を論文報告した。
2011年に、永田は、カイコに注射すると限られた濃度範囲でカイコが頭部をより振るように見えるタンパク質HemaPを摂食行動誘発因子と解釈し、その解釈をJBC誌に筆頭著者として論文発表した。この論文などの注射実験により、永田は日本農芸化学会の奨励賞と日本比較内分泌学会の最優秀賞を同時期に受賞した。また、永田の下でHemaPの精製に関わった学生は、2011年3月の博士号取得直後に加藤茂明研の元スタッフが主催する群馬大学の研究室の助教公募に採用され、2011年11月に異動した。加藤茂明研は国内で最も多くの研究資金を得ていた日本エース級の研究室の一つであり、群馬大学の研究室主催者も最先端次世代という若手最大の予算を受理していた。すなわち、永田は教え子を国立大学の有力な研究室の教員へと栄転させたことになった。なお、群馬大学の研究室主催者や加藤茂明はその栄転直後に異動した。

### 准教授時代
遡ること2007年の年末に、ある東京大学教授が定年前に退職した。2009年に、その教授の抜けた穴に、東原和成が異動した。永田は、東原和成の抜けた穴を埋める形で2012年12月に新領域創成科学研究科の准教授に栄転した。つまり、永田は、GHITMの発表によって少なくない影響を与えた分子認識化学研究室に10年ぶりに復帰した。10年の間に片岡宏誌はPTTHの受容体とは異なる研究で成果を上げており、その当時も主催者として大型研究費を獲得していた。この大型研究費もPTTHの受容体同定に関係したプロジェクトであったが、前述のTorsoの論文が2009年に発表されたことによって計画は修正されていた。
栄転後の永田は、PTTHやGHITMやHemaPの研究ではなく、フタホシコオロギを用いた研究を主に行った。フタホシコオロギは、null変異体やgain-of-function変異体の取得は難しいものの、RNA干渉法によりhypomorph変異体が容易に得られるため、遺伝学的な解析が部分的には可能である。永田が准教授就任後に指導した学生のうち8名が先端生命科学専攻内の論文賞を受賞した。

### 教授時代
永田は2021年に教授に昇進し、2023年度からは先端生命科学専攻の専攻長を務めた。
片岡宏誌が応募した日本農学賞の2024年2月の選考会では、体調を崩していた片岡宏誌の代わりに永田が発表した。発表スライドも永田が作成した。その結果片岡は日本農学賞を受賞した。
2024年2月、定年退職を控えた片岡宏誌は最終講義を実施した。最終講義の発起人は永田と他二名が務めた。最終講義に併せて東京大学から発表された11報の主要業績には、引用回数が4回だった永田のPTTH糖鎖構造の同定が選ばれた。300回以上引用されていた学振SPDによる合成酵素同定や200回以上引用されていたGPCRリソースを差し置いての選出であった。
片岡宏誌が退職し、永田が分子認識化学研究室のトップになった直後の2024年4月、専攻長永田の配下の教授だった岩崎渉の研究室のホームページが突然閉鎖され、先端生命科学専攻のホームページからも岩崎渉の名前が突然消えた。先端生命科学専攻の約50人の人事が突然不明となったことになる。岩崎渉は日本学術会議の若手アカデミー会長を務めるような日本を代表する若手研究者であったことから、学術界では非常に大きな衝撃をもって受け止められた。2024年12月の時点で東京大学は「岩崎渉は現在は東京大学に在籍していない」と回答したことから、岩崎渉は失職したと考えられる。この閉鎖や失職については報道されているが、その理由は全く公表されていない。岩崎渉は日経バイオテクの取材に対して「解雇通知は受け取っておらず退職の届けもしてない」と回答した。
2025年3月、永田は閉鎖された岩崎渉の研究室から修士課程の学生を受け入れていたことをホームページで明らかにした。その学生の一人は修士号を得て別の研究室に博士課程の学生として異動する際に先端生命科学専攻内の論文賞を受賞した。
2025年6月に先代の教授の片岡宏誌が政党再生の道から東京都議会議員選挙に出馬した。永田が日本農学賞の選考会のために作ったスライドはこの政治活動においても用いられたことから、永田は間接的に再生の道の活動をサポートした。
2025年6月、中国の研究者からHemaPの遺伝学的な解析結果がCurrent Biology誌に報告され、HemaPが摂食に関わる因子であることが遺伝学的に示された。一方、この論文の解説記事ではHemaPのことについては言及されなかった。

## 経歴
- 1993年3月 東京大学農学部農芸化学科卒業
- 1997年4月 日本学術振興会特別研究員
- 1998年3月 東京大学大学院農学系研究科応用生命化学博士課程修了（博士（農学））
- 1999年4月 アメリカ合衆国ネバダ州立大学博士研究員
- 2000年3月 東京大学大学院新領域創成科学研究科リサーチ・アソシエイト（分子認識化学研究室）
- 2002年5月 東京大学大学院農学生命科学系研究科応用生命化学専攻助教（生物有機化学研究室）
- 2012年12月 東京大学大学院新領域創成科学研究科先端生命科学専攻准教授（分子認識化学研究室）
- 2021年11月 東京大学大学院新領域創成科学研究科先端生命科学専攻教授（分子認識化学研究室）